# Клее, Пауль
Па́уль Кле́е (нем. Paul Klee [kleː], 18 декабря 1879, Мюнхенбухзе, под Берном — 29 июня 1940, Локарно) — немецкий и швейцарский художник, график, теоретик искусства, одна из крупнейших фигур европейского авангарда. В своём раннем периоде творчества — экспрессионист, испытал значительное влияние конструктивизма, кубизма, примитивизма и сюрреализма. Клее работал в тесном контакте с объединением «Синий всадник», его графические работы экспонировались на второй выставке «Чёрное-белое» (нем. «Die zweite Ausstellung der Redaktion Der Blaue Reiter Schwarz-Weiß»), организованной объединением в 1912 году. До 1914 года художник работал в основном с графикой. После путешествия по Тунису, которое художник совершил вместе с Августом Макке и Луи Муалье, в его творчестве произошёл поворот к живописи.
Как и его друг, Василий Кандинский, Клее с 1921 года преподавал в Баухаусе в Веймаре, а затем, после переезда школы, и в Дессау. С 1931 года он был профессором Дюссельдорфской академии художеств. После прихода к власти в Германии национал-социалистов он был освобожден от занимаемой должности и вернулся в Берн, где провёл последние годы. Несмотря на тяжёлую прогрессирующую болезнь (склеродермия) в этот период Клее много и плодотворно работал. Автор теоретических сочинений «Schöpferische Konfession» (1920) и «Педагогические эскизы» (нем. Pädagogisches Skizzenbuch, 1925).
Гражданин Германии, Клее родился, провёл значительную часть жизни и умер в Швейцарии.

## Биография

### Семья. Ранние годы

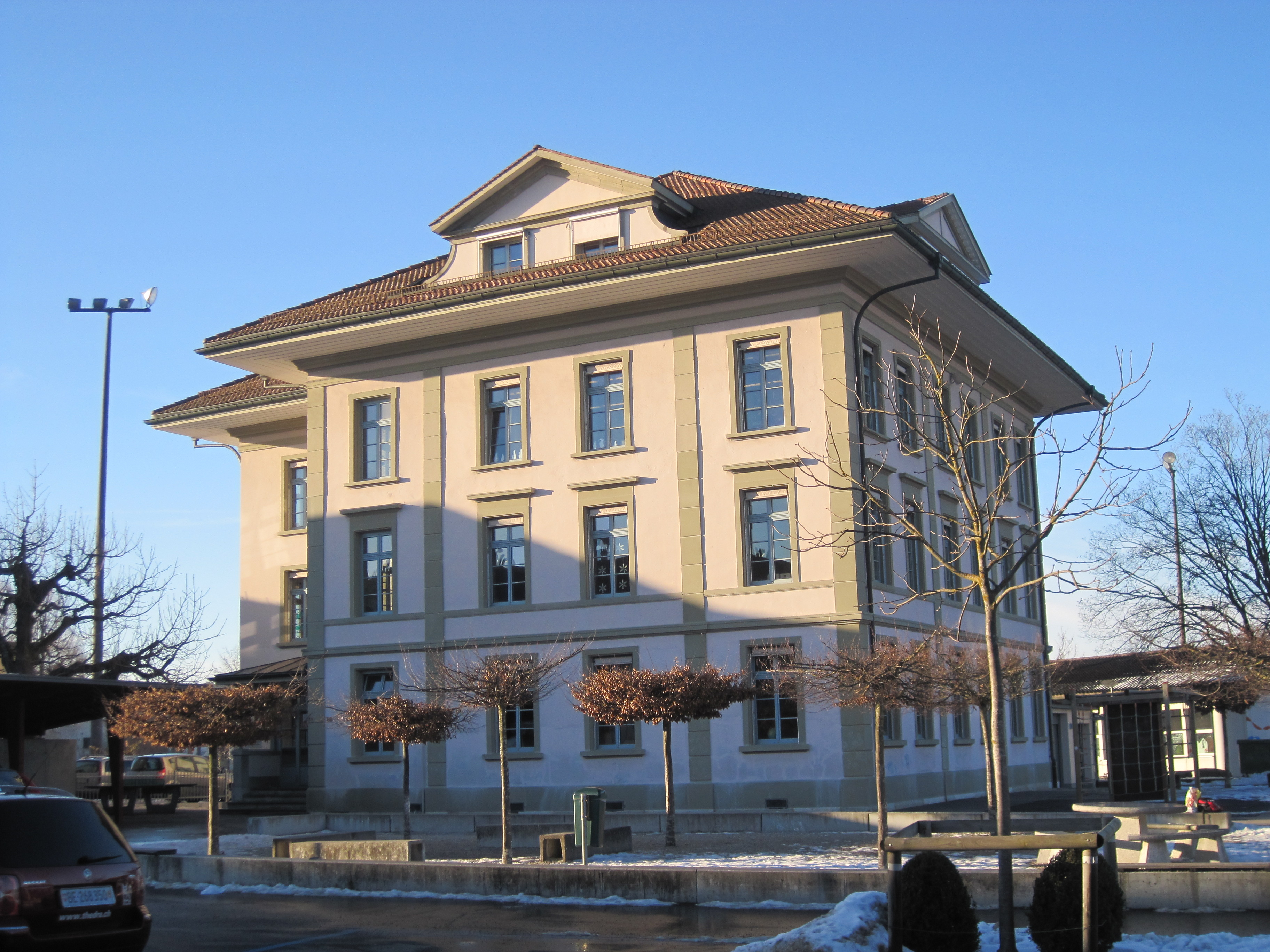
Дом, в котором родился Пауль Клее. В настоящее время школа его имени

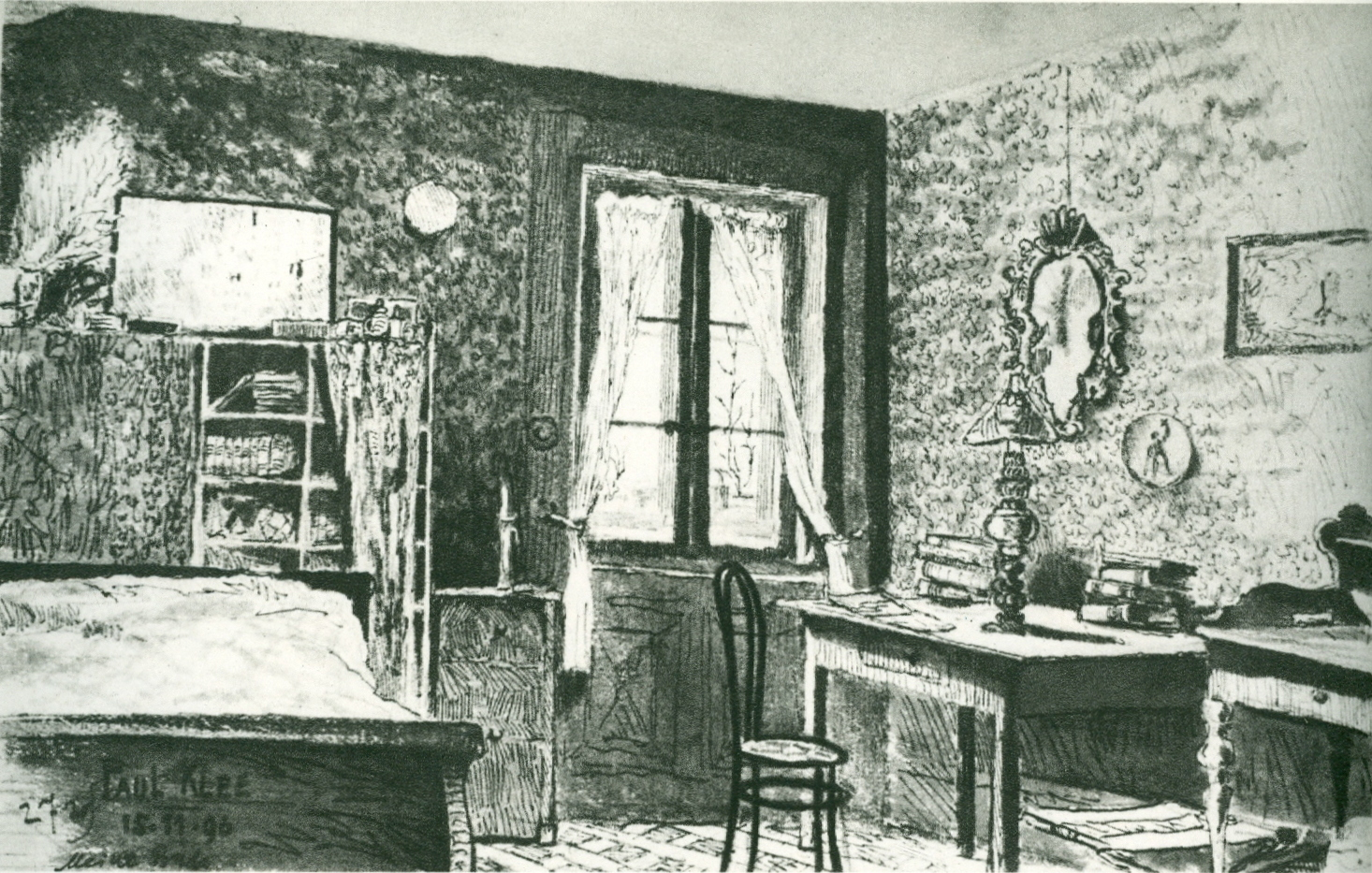
«Моя комнатка». Рисунок Клее. 1896. Центр Пауля Клее, Берн

Пауль был вторым ребенком (у него была старшая сестра Матильда) в семье немецкого музыканта и преподавателя Ганса Вильгельма Клее (1849—1940) и швейцарской певицы Иды Мари Клее, урождённой Фрик (1855—1921). Ганс Вильгельм Клее изучал вокал, фортепиано, орган и скрипку в Штутгартской консерватории, там он познакомился с Идой Фрик. До 1931 года Ганс Вильгельм работал учителем музыки в Берне и в Хофвиле, расположенном недалеко от Берна.
В 1880 году семья Клее перебралась в Берн. С 1886 по 1890 год Пауль посещал начальную школу, а с семи лет учился по классу скрипки в Муниципальной музыкальной школе. Одиннадцатилетний Пауль настолько хорошо освоил инструмент, что был приглашён участвовать в благотворительных концертах Бернского музыкального общества.
Юный Пауль интересовался также поэзией и изобразительным искусством. У своей бабушки с материнской стороны он учился рисовать, по одной версии пастелью, по другой — карандашами и красками. От школьных лет сохранились девять альбомов с эскизами и карикатурами. В карандашных рисунках запечатлены ландшафты Берна, Фрибурга и их окрестностей. Однако его склонность к рисованию не поощрялась родителями, считавшими, что их сын должен стать музыкантом.
В 1890 году Клее перешел в бернскую прогимназию. С апреля 1898 года он начал вести дневник, записи в котором охватывают период до декабря 1918 года. В сентябре 1898 года, получив аттестат зрелости, Пауль покинул Швейцарию и переехал в Мюнхен, чтобы изучать изобразительное искусство. Кроме того, он разочаровался в современной музыке: Клее был уверен, что расцвет искусства композиции давно миновал, более всего ему была близка классика. Он сохранил любовь к музыке XVIII и XIX веков на всю жизнь, и, оставаясь в русле академизма, исполнял её в оркестре или дома, в кругу друзей.

### Годы учёбы. Женитьба
В Мюнхене Клее сначала изучал графику в частной школе живописи Генриха Книрра, так как его не приняли в Академию изящных искусств — директор посоветовал Клее брать уроки изображения человеческого тела. Среди его сокурсников была Зинаида Васильева, которая в 1906 году вышла замуж за критика и переводчика Александра Элиасберга. Впоследствии супруги Элиасберг вошли в круг близких друзей художника.
В школе Книрра с 1899 года Клее обучался у Вальтера Циглера технике офорта. В этот период он наслаждался свободной студенческой жизнью и имел многочисленные связи с женщинами, в своём дневнике он писал, что главным для него была не учёба, а «… другие материи и вопросы, касающиеся самого моего существования… сначала я должен был стать мужчиной, а затем только следовало искусство как нечто само собой разумеющееся». В феврале 1900 года Клее переехал в собственную мастерскую, а 11 октября того же года был принят в Академию художеств в класс живописи Франца фон Штука, где учился также Василий Кандинский. Однако Клее нерегулярно посещал занятия и почти совсем не был знаком с Кандинским, а в марте 1901 года он оставил учёбу в Академии.
С 22 октября 1901 по 2 мая 1902 года Клее путешествовал вместе со своим товарищем по школе Книрра Германом Галлером (будущим скульптором) по Италии. Это была первая поездка по Италии для Клее, во время которой он и его спутник посетили Милан, Геную, Ливорно, Пизу, Рим, Порто д’Анцио, Неаполь, Помпеи, Сорренто, Позитано, Амальфи, Гаргано и Флоренцию. Три пункта стали основополагающими для последующего творчества Клее. Во-первых его поразила флорентийская архитектура эпохи Возрождения, здания церквей, превращавшие «город Медичи в единое произведение искусства», его конструктивный элемент, архитектурные пропорции. Посещение Неаполитанского аквариума впервые раскрыло для Клее многообразие природных форм, великолепие морской фауны и флоры. В Сиене Клее восхищался «игривой чувственностью готических панно».
Возвратившись из Италии, Клее четыре года жил в доме своих родителей и зарабатывал на жизнь уроками музыки и живописи, писал рецензии для музыкального журнала. Одновременно он слушал курс анатомии для художников. Бернское музыкальное общество приняло его в свои ряды скрипачом. В 1903 году Клее создал первые десять офортов, которые впоследствии вошли в цикл Inventionen («Выдуманное»), завершенный в 1905 году.
В 1904 году Клее побывал в мюнхенском Кабинете гравюр на меди, где изучал работы Обри Бердсли, Уильяма Блейка и Франсиско Гойи (его восхитила серия офортов «Бедствия войны»), а также графику популярного в то время Джеймса Энсора.
В мае и июне 1905 года Клее вместе со своими друзьями детства, начинающим художником Луи Муайе и писателем Эрнстом Блешем (1878—1945) жил в Париже, где изучал произведения классического искусства в Лувре и в галерее Люксембургского дворца. В это же время Клее познакомился с импрессионизмом, но произведения Сезанна, Матисса или Дерена всё ещё были ему неизвестны.
Осенью он начал заниматься рисунком иглой на зачернённом стекле, первоначально работая над проблемой соотношения света и тени в монохромном рисунке. Лишь в своём пятьдесят седьмом произведении на стекле («Девочка с куклой», 1905) он начинает вводить цвет. В 1906 году цикл «Выдуманное» был представлен на выставке мюнхенского Сецессиона.
В 1906 году Клее посетил выставку «100 лет немецкого искусства» в Берлине. В сентябре этого года он переехал в Мюнхен, где женился на пианистке Лили (Каролине) Штумпф, дочери военного врача. Со своей будущей женой он познакомился ещё в декабре 1899 года на одном из музыкальных вечеров. Супруги поселились в пригороде Мюнхена Швабинге. 30 ноября 1907 года у них родился сын Феликс. Клее, что было несколько необычно для того времени, взял на себя большую часть забот о воспитании сына и ведение домашнего хозяйства. Лили оставила карьеру пианистки и давала уроки игры на фортепиано. У супругов была квартира в три комнаты, мастерскую для себя Клее оборудовал на кухне. Исследователи его творчества отмечают черты «детскости» и «инфантилизма», присущие работам художника, и связывают их с той ролью, которую он играл в семье.
В мае 1908 года Клее стал членом Ассоциации швейцарских художников-графиков Die Walze и в том же году принял участие в выставке Мюнхенского сецессиона с тремя работами, шесть его произведений экспонировались на Берлинском сецессионе и выставке в мюнхенском Стеклянном дворце. Клее также публиковал музыкальные рецензии в швейцарском журнале Die Alpen (1911—1912).
В 1910 году в Берне состоялась его первая персональная выставка «56 произведений Клее». Следом за ней акварели, офорты и рисунки Клее были представлены на экспозициях в Цюрихе, Винтертуре и Базеле. Стиль Клее был настолько необычен даже для современных авангардистов, что и критики, и художники пришли в замешательство.

### «Синий всадник»
В декабре 1910 года Альфред Кубин, один из известнейших графиков своего времени, попросил Клее подобрать ему гравюры для коллекции. Личная встреча Кубина и Клее состоялась в январе следующего года. Клее познакомил Кубина с планом иллюстрирования романа Вольтера «Кандид», его страсть к саркастическому, причудливому, его ирония, очень импонировали Кубину. По предложению Кубина Клее стал одним из основателей мюнхенского общества художников Sema. Кроме него в объединение входили Эгон Шиле, Макс Оппенгеймер, Эдвин Шарфф и Роберт Генин.
В 1911 году Клее через Кубина познакомился с искусствоведом Вильгельмом Хаузенштейном. К осени этого же года относятся встречи с Августом Макке и Василием Кандинским. Вскоре художник присоединился к сообществу редакторов альманаха «Синий всадник» (нем. Der Blaue Reiter), основанного Василием Кандинским и Францем Марком. Основной целью участников объединения провозглашалось расширение границ изобразительного искусства, освобождение от устаревших идеалов академизма, отживших форм, обращение к нетрадиционным источникам, дающим питание новому искусству, синтез различных видов искусства. В группу, не имевшую определённой жёсткой организационной формы, кроме художников, входили искусствоведы, музыканты, артисты балета. В своей рецензии на первую выставку «Синего всадника» в журнале «Die Alpen» Клее писал о примитивном искусстве (приводя в пример рисунки детей и душевнобольных): «Правда в том, что все эти картинки должны были бы рассматриваться более серьёзно, чем все наши художественные галереи, поскольку это вопрос реформирования искусства сегодняшнего дня». Идеи, высказанные Клее в статье, показывают, насколько близок он был к участникам группы в понимании поиска искусством новых путей. За несколько месяцев своего сотрудничества в альманахе Клее превратился в значимого участника проекта, но идеальной интеграции в сообщество не произошло. На второй выставке, организованной редакцией «Синего всадника», экспонировалось 17 графических работ Клее. Эта выставка, получившая название «Чёрное-белое», поскольку в ней участвовали только произведения графики и акварельные рисунки, прошла с 12 февраля по 18 марта 1912 года в Галерее Ханса Гольтца. Один из рисунков Клее тушью (Steinhauer) был воспроизведён в альманахе «Синий всадник», единственный номер которого вышел в свет в мае 1912 года. К этому же периоду относится знакомство Клее с Хансом Арпом, как и Клее, даже ещё в большей степени, испытавшему влияние двух культур.

### Выставки 1912—1914 годов
Со 2 по 18 апреля 1912 года супруги Клее жили в Париже, для Пауля это была вторая поездка в столицу Франции. Он посетил галерею Даниэля-Анри Канвайлера, познакомился с собранием Вильгельма Уде, увидел работы Брака, Дерена, Матисса, Пикассо, Руссо и Вламинка, познакомился с Анри Ле Фоконье и Карлом Хофером. 11 апреля посетил парижскую студию Робера Делоне (впервые же его картины Клее увидел на выставке «Синего всадника»). Он открыл для себя абстрактную живопись, не связанную с существующими природными формами. После знакомства с Делоне и его произведениями понимание света и цвета для Клее (так же как и для Макке и Марка) существенно изменилось, он пытался визуализировать идеи Делоне в своих работах, оперируя интенсивными цветами и достигая эффектов через игру светотеневых контрастов.  Одна из работ Клее, созданная под его влиянием — «Абстракция. Цветные круги, переплетённые цветными лентами» (1914).
Четыре рисунка Клее вошли в экспозицию Международной художественной выставки Объединения западногерманских художников и друзей искусства, проходившей в Кёльне с 25 мая по 30 сентября 1912 года. В декабре этого же года он начал работу над переводом эссе Роберта Делоне «О свете» (La Lumière) для журнала Герварта Вальдена «Der Sturm».
В сентябре 1913 года Клее принял участие в Первом немецком осеннем салоне в Берлине, где выставил свои акварели и рисунки.
В мае 1914 года была открыта первая выставка объединения художников «Новый Мюнхенский Сецессион», основанного в 1913 году. Клее был одним из основателей и секретарем группы, образованной в результате слияния художников из Мюнхенского отделения, Neue Künstlervereinigung, «Sema» и «Scholle». В следующем году он познакомился с поэтом Райнером Марией Рильке, которому было разрешено иметь около сорока произведений Клее «в его комнате в течение нескольких месяцев».

### Путешествие в Тунис
Вместе с Августом Макке и Луи Муалье в 1914 году Клее совершил поездку в Тунис. 3 апреля художники выехали из Берна, их путь пролегал через Лион и Марсель с заездом в Сен-Жермен (теперь Эззахра), Сиди-Бу-Саид, Карфаген, Хаммамет, Кайруан. Клее, как и Макке, активно работал во время поездки, и, единственный из троих художников, вёл дневник (впоследствии он отредактировал свои записи). О своих первых тунисских впечатлениях Клее писал следующее: 
«Солнце обладает мрачной мощью. Ясность красок на земле полна обещания. Макке чувствует это же. Мы оба знаем, что хорошо поработаем здесь».
.
Акварели Клее, как правило, были абстрактными, Макке использовал для своих произведений яркие цвета. Муалье, работавший менее плодотворно, чем его спутники, писал обобщённо, в широкой манере. И Клее, и Макке, знакомые с теорией цвета Делоне, возможно, пытались применить её на практике. Ближе к концу путешествия в работах всех троих дало о себе знать их взаимное влияние друг на друга, что заметно при сравнении произведений, выполненных в этот период, например, рисунков «Кайруан III» Макке, «Ansicht v. Kairouan» Клее и «Кайруан» Муалье. В то же время Клее, в отличие от своих спутников, уделял большое внимание цветовым переходам. Постигая предмет, он писал в реалистической манере, чтобы затем перейти к абстрактному изображению. Путешествие в Тунис раскрыло, наконец, в Клее живописца. Фигуры на его полотнах теперь были погружены в цветовую гармонию. «Его необычные композиции, кажется, рождены новым знанием, новым пониманием связей мира, его устройства». Тем не менее, даже в своих «живописных» работах Клее оставался прежде всего рисовальщиком и позднее утверждал приоритет линии над цветом, «самым иррациональным в живописи».

### Первая мировая война

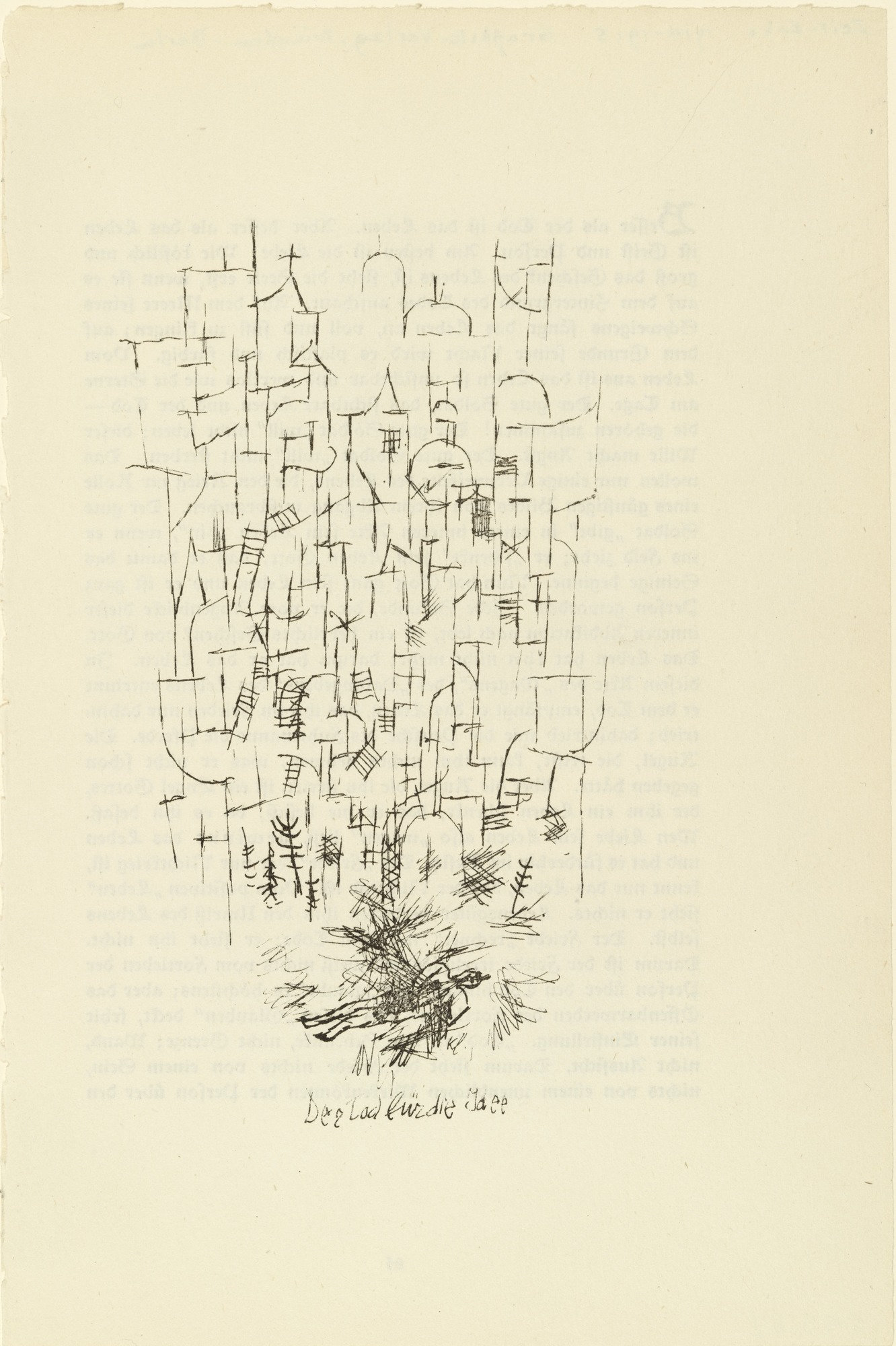
Смерть за идею. 1915. Литография. Отклик Клее на самоубийство Георга Тракля

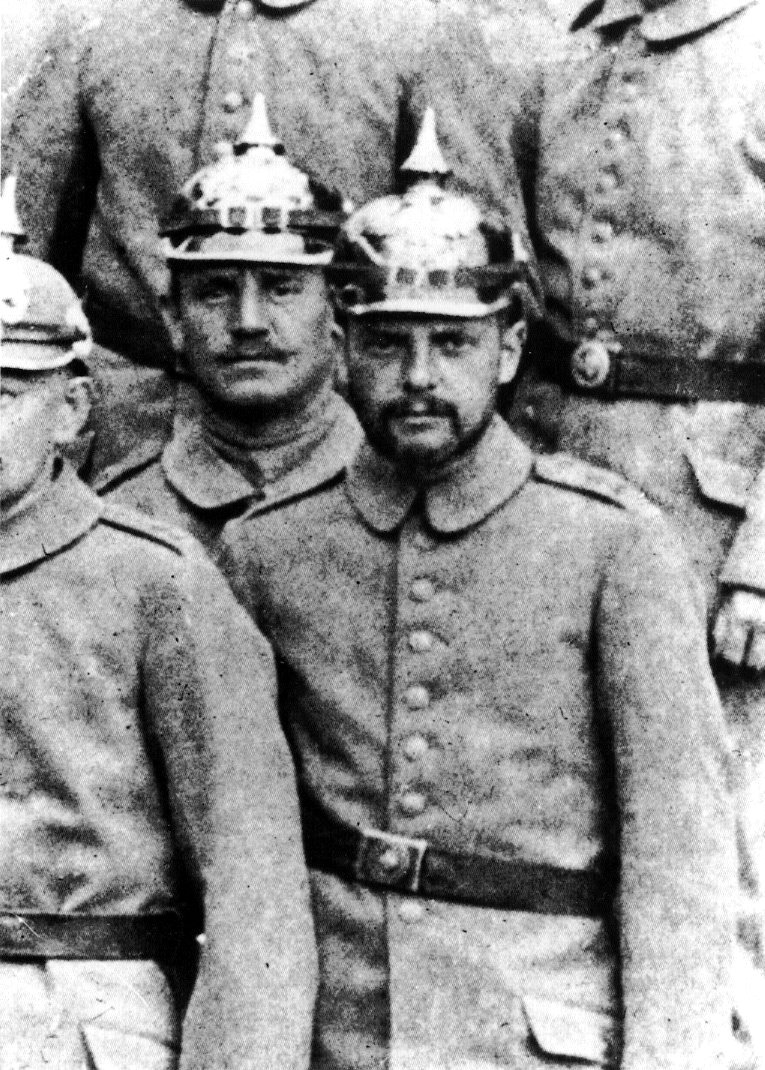
Пауль Клее. 1916

С вступлением Германии в войну Клее (как и Франц Марк) поначалу питал надежду на возрождение страны, её обновление и экономический рост после грядущей победы. В первый период войны появляются произведения, связанные с её событиями («Смерть на поле боя», «Смерть за идею»). Гибель Августа Макке осенью 1914 года заставила Клее изменить своё мнение. В дневнике (записи были отредактированы в 1921 году) он писал: «Вы расстаётесь с реальностью и переходите к тому, что может быть всеобщим. Абстракция. Прохладный романтизм этого бесстрастного стиля неслышим. Чем ужаснее мир (как сегодня, например), тем более абстрактно наше искусство, тогда как счастливый мир производит искусство из реальности». Франц Марк, находившийся под влиянием патриотического идеализма, написал после своего призыва несколько статей, где рассуждал о слабости Европы, для которой война должна послужить очистительной кровавой жертвой. Мария Марк перед публикацией познакомила Клее с записями мужа. В одном из писем на фронт Марку Клее упоминал об этом: «Очерки, данные мне для прочтения твоей женой, ясно показывают, как свободно твой ум адаптировался к торжеству произвола. Мы действительно те, чьи нежные надежды были жестоко поруганы. Но ты заменил эту утрату бесстыднейшим из ожиданий» (17 октября 1914 года). Со временем переписка между ними, ставшая нерегулярной, оборвалась. Позднее, уже после смерти Марка, Клее много размышлял о своих отношениях с ним, находя в себе много общего с погибшим другом. В конце 1915 года Клее полностью отошёл от военной темы в своих произведениях.
В армию Клее, ожидавший мобилизации ещё в 1914 году, был призван 5 марта 1916 года. В этот же день он узнал, что Франц Марк погиб в битве при Вердене. С марта по август Клее проходил военную подготовку в Ландсхуте, после завершения которой был направлен во Второй резервный пехотный полк в Мюнхене. В августе он был командирован на аэродром в Шлайсхайме. Здесь участвовал в транспортировке самолётов и их ремонте (восстанавливал защитную окраску). После гибели нескольких художников король Баварии распорядился больше не отправлять их на передовую. 16 января 1917 года Клее перевели в Авиационное училище V в Герстхофен, где он до конца войны работал писарем казначейства, служба не была препятствием для занятия творчеством, он снял квартиру в городе и оборудовал там мастерскую.
В галерее Герварта Вальдена в марте 1916 года прошла первая выставка абстрактных акварелей Клее, имевших успех у публики. Художник присвоил им новые наименования, обозначив отказ от военной темы. Вальдену удалось реализовать их, он просил Клее о новых работах. Вторая выставка состоялась в феврале 1917 года, художник представил акварели, созданные в истекшем году. Множество его работ было продано, критики назвали его самым значительным немецким художником после ухода Марка. Это были произведения фигуративные, либо с названиями, которые объясняли их содержание. Первый коммерческий успех Клее состоялся благодаря изменившейся конъюнктуре художественного рынка — появились коллекционеры, готовые покупать произведения современного искусства. В немалой степени ему способствовал и сам художник, откликнувшийся на ожидания зрителей.

### После войны. Баухаус
После Ноябрьской революции Клее обратился к новым властям с прошением об оставлении службы и был демобилизован. Весной 1919 года он был приглашён в Исполнительный комитет революционных художников, однако начать работу там не успел — республика пала. В 1919 году Оскар Шлеммер и Вилли Баумейстер безуспешно предлагали кандидатуру Клее на должность преподавателя Штутгартской академии художеств. Некоторые из тех, кто выступил против работы Клее в академии, намекали на его еврейское происхождение. В то же время его ждал коммерческий успех: работы художника приобрёл Канвейлер, по заключенному с парижской галереей последнего Клее получал финансовую поддержку. В 1920 году Ганс Гольц показал его произведения на выставке в своей мюнхенской галерее.

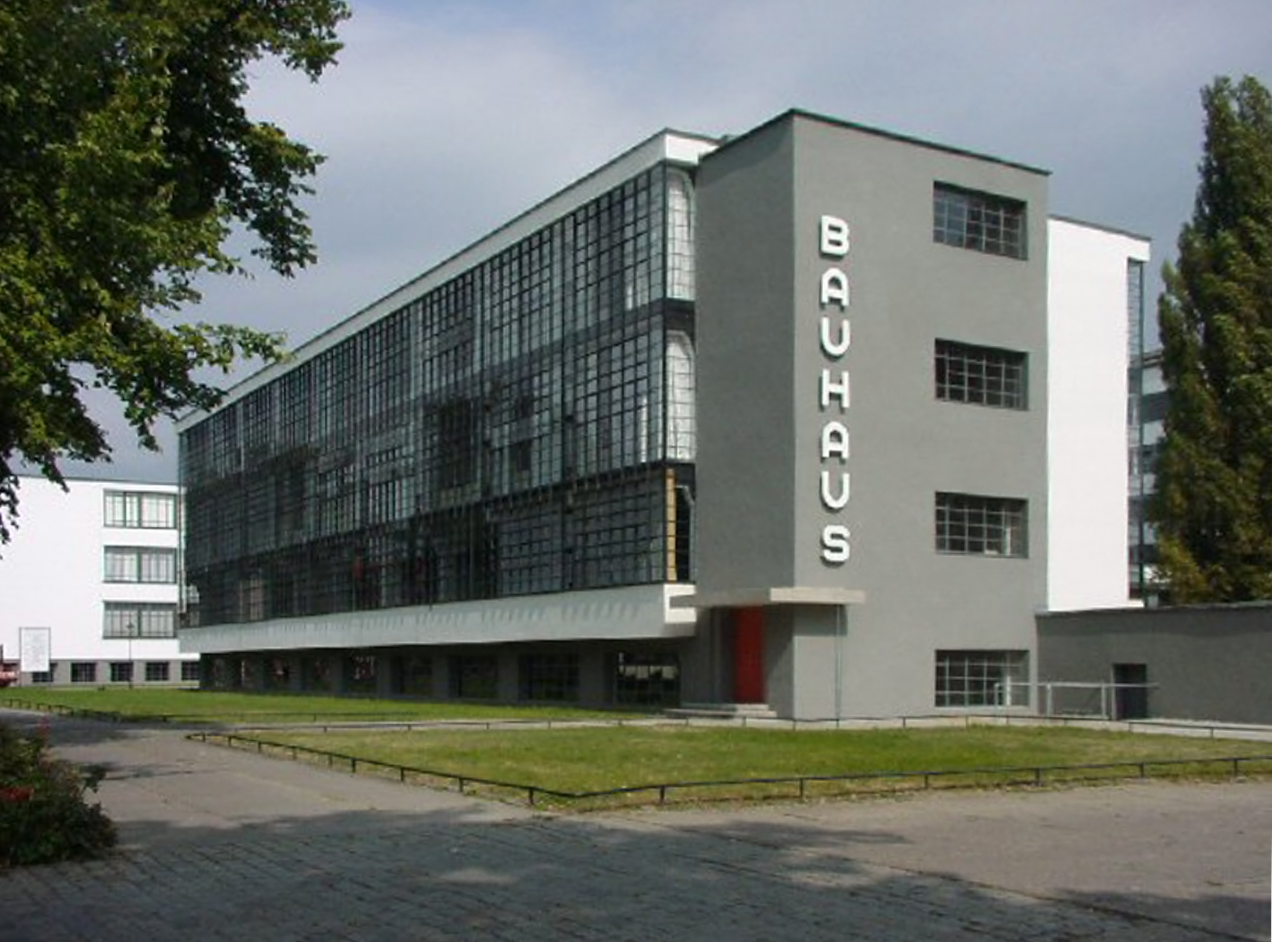
Здание Баухауса, Дессау

В 1920 году вышло издание повести Вольтера «Кандид» с иллюстрациями Клее. В октябре от имени коллектива Баухауса его руководитель Вальтер Гропиус пригласил Клее в качестве преподавателя. Обучение в школе было построено таким образом, чтобы студенты — будущие художники — овладевали также и ремесленными навыками. Мастерские возглавлялись двумя преподавателями — мастером формы и мастером-ремесленником. До 1922 года Клее работал форм-мастером переплётной мастерской. После её упразднения он совместно с Кандинским преподавал в мастерских художественного стекла и стенной росписи. Позднее Клее вёл класс живописи, постоянно работая над своим лекционным курсом, опубликовал работу «Пути изучения натуры». Он делил время между педагогической работой и своим творчеством.
П. Клее — эзотерический, интеллигентный и интеллектуальный художник, превыше всего ценивший профессионализм творческого метода. Его творчество «целенаправленно и осознанно уводит от копирования натуры к абсолютному качеству и движению. На этом основана его оригинальная педагогическая система — курс основ формальной композиции». Девиз П. Клее: «Человек не завершен, он должен быть готов к развитию, к переменам, чтобы стать истинно возвышенным существом Творца». Для зрелого творчества художника характерно «динамическое, космическое ощущение реальности, полностью включенной в процесс художественного формообразования». Клее сравнивали с Леонардо да Винчи на том основании, что «как и выдающийся художник итальянского Возрождения, он сознательно отошел от главных черт исторической традиции… Реальность для него — никогда не кончающееся превращение: мысль, которую Клее унаследовал от Босха и разделил с Кафкой».
«Педагогические записки» Клее вместе с конспектами его лекций в Баухаусе и отрывками из разных сочинений впервые были полностью опубликованы в английском переводе Ю. Шпиллером в Нью-Йорке и Лондоне в 1964 г. Клее разработал свой пропедевтический курс «учения о форме», начинавшийся с рассказа о «точке как начале всех начал», движущейся в космосе, и о «космическом яйце», из которого рождаются все видимые формы: линия, спираль, квадрат, круг, куб… Ученики Клее слушали лекции с показом абстрактных акварелей и рисунков учителя, иллюстрирующих его идеи, а затем сами писали абстрактные акварели, стараясь выразить движение, равновесие, полет, напряжение или «затрудненное движение». Своим девизом Клее выбрал слова «думающий глаз», а творчество самого художника позднее в отличие от «поэзии утопии» П. Мондриана назвали «поэзией мечты».
Вместе со школой в 1925 г. П. Клее переехал в Дессау. Направление обучения в Баухаусе эволюционировало от живописи к доминированию архитектурной эстетики, что уже не устраивало Клее, и в 1931 году он отказался от работы там, перейдя в Дюссельдорфскую академию художеств.
В 1925 году участвовал в парижской выставке сюрреалистов.

### Последние годы

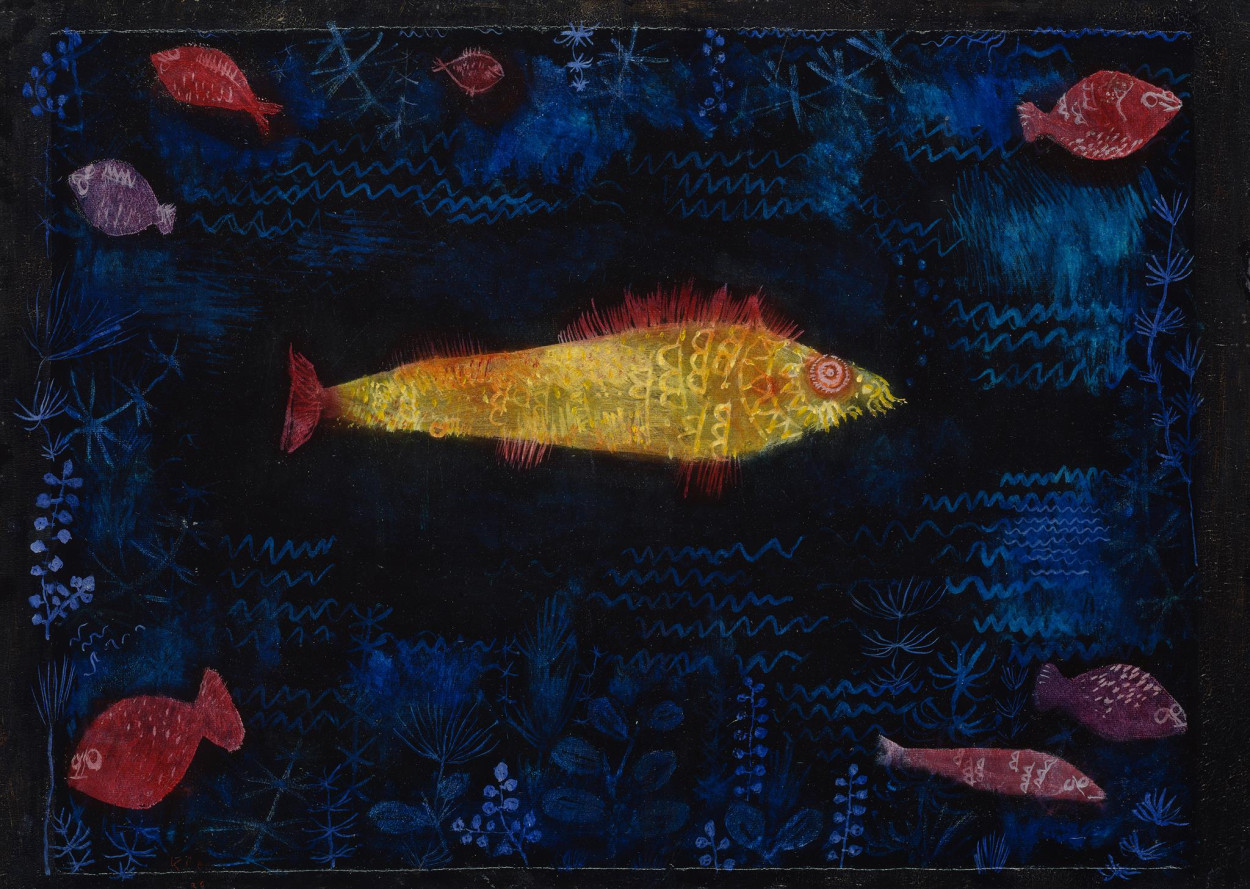
Золотая рыба, 1925

В 1933 году, с приходом к власти нацистов, против Клее была развёрнута кампания травли. В печати его называли «типичным галицийским евреем», его квартира в Дессау подверглась обыску, в Дюссельдорфе его отказались допускать до работы, пока он не предоставит документы о своём арийском происхождении. Он был вынужден отказаться от места профессора, а в конце 1933 года по настоянию жены покинул страну. Переехав в Швейцарию, Клее подал заявление о вступлении в гражданство этой страны, однако положительный ответ на запрос пришёл лишь после смерти художника.
В 1935 году большая выставка работ Клее (экспонировались 273 произведения) прошла в Берне. В том же году у него были обнаружены признаки склеродермии, от которой он позже и умер. В 1937 году 17 его работ фигурировали на пропагандистской выставке нацистов «Дегенеративное искусство». В 1940 году состоялась последняя большая прижизненная выставка мастера в Цюрихе.
Имя Пауля Клее носит выставочный центр в Берне.
Был похоронен в Лугано, через несколько лет урна с прахом перенесена на кладбище в Берне.

## Творчество

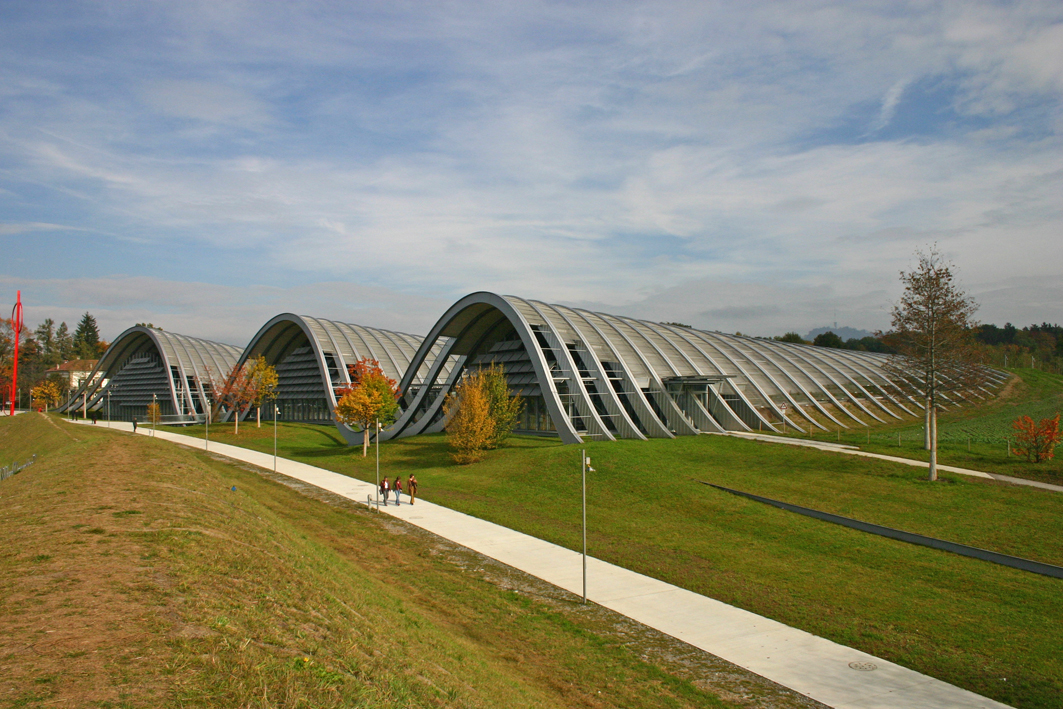
Ренцо Пьяно. Центр Пауля Клее, Берн

В наследие Клее входят около 9000 работ. Некоторые из них: 
- «Вращающийся дом, 1921, 183», 1921. Музей Тиссен-Борнемиса, Мадрид;
- «Архитектура», 1923. Новая национальная галерея, Берлин.

## Тексты художника
- The diaries of Paul Klee, 1898—1918/ Felix Klee, ed. Berkeley: University of California Press, 1964
- Педагогические эскизы. М.: Д. Аронов, 2005